# Parc de Cervantes
Parc de Cervantes är en park i Spanien.   Den ligger i provinsen Província de Barcelona och regionen Katalonien, i den östra delen av landet, 500 km öster om huvudstaden Madrid. Parc de Cervantes ligger 109 meter över havet.
Terrängen runt Parc de Cervantes är kuperad åt nordväst, men åt sydost är den platt. Runt Parc de Cervantes är det mycket tätbefolkat, med 10 000 invånare per kvadratkilometer. Närmaste större samhälle är Barcelona, 4,5 km öster om Parc de Cervantes. Runt Parc de Cervantes är det i huvudsak tätbebyggt.